# 萱草站
萱草站（日语：／ Kayakusa eki */?）是位於秋田縣北秋田市阿仁萱草字水上口，屬於秋田內陸縱貫鐵道的秋田內陸線車站。

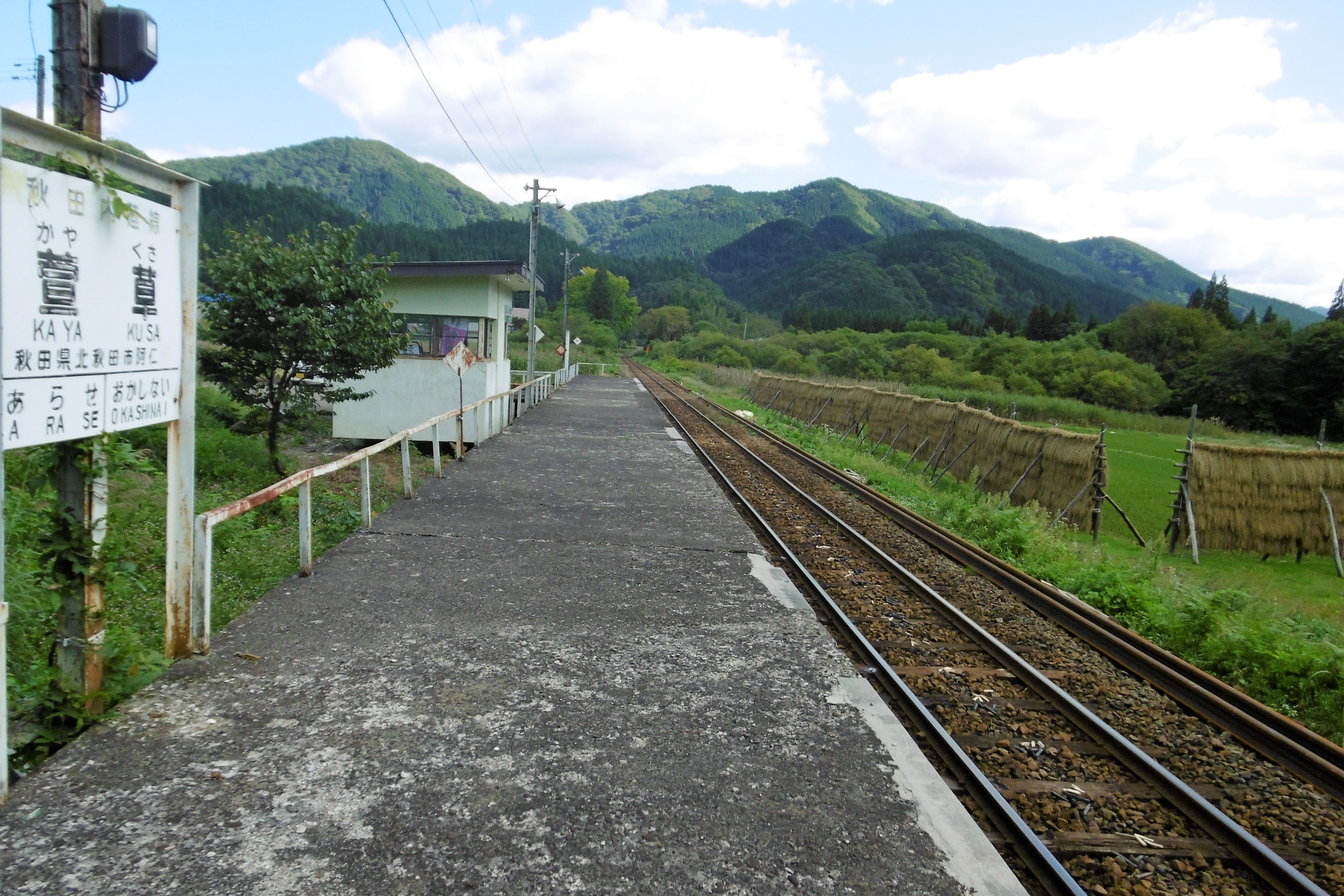
月台(2016年10月)

## 歷史
- 1963年（昭和38年）10月15日 - 國鐵阿仁合線車站啟用。當時車站位於北秋田郡阿仁町（日语：阿仁町）[1]。在啟用當時已經是無人車站[1]。
- 1986年（昭和61年）11月1日 - 秋田內陸縱貫鐵道接管阿仁合線，成為秋田內陸縱貫鐵道秋田內陸北線（1989年改名為秋田內陸線）[2]。

## 車站構造
此站是地面車站，設有1面1線的單式月台。本站沒有設置站房，在月台上設有候車處。

## 使用狀況
| 1日上落車人次 | 1日上落車人次 |
| 年度          | 1日平均人次   |
| ------------- | ------------- |
| 2016年        | 5             |
| 2017年        | 3             |

## 車站周邊
- 阿仁川（日语：阿仁川）
- 國道105號（日语：国道105号）
- 大又川橋樑

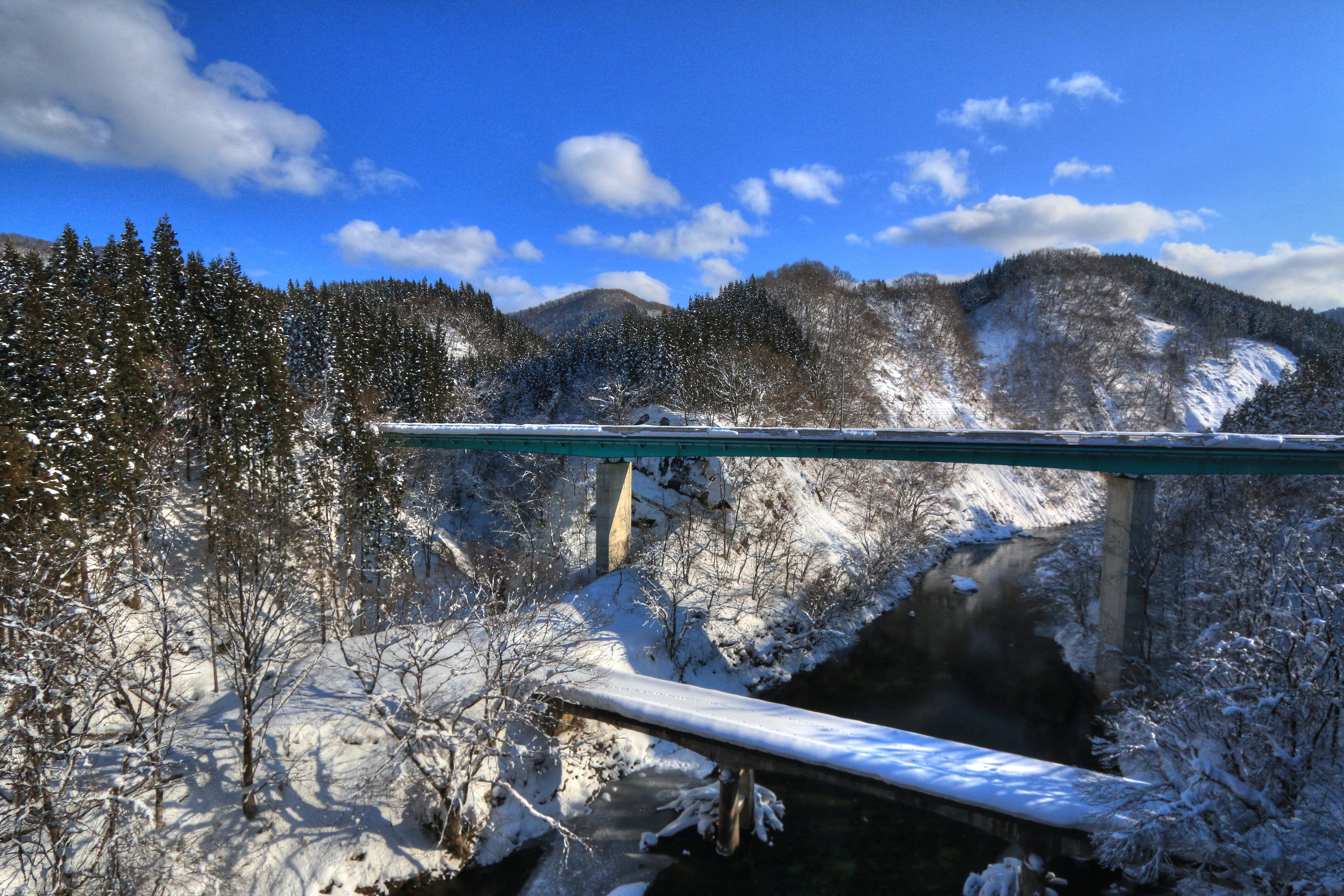
大又川橋樑周邊的風景

## 相鄰車站
秋田內陸縱貫鐵道
■秋田內陸線
□快速（部分班次通過）、■普通
荒瀨－萱草－笑內

## 注腳
1. 1 2 3  “駅のお化粧もすます 阿仁合線、阿仁合-比立内間 またれる15日の開通” 秋田魁新報 (秋田魁新報社): p3. (1963年10月12日 夕刊)
2. ↑  . 鐵道雜誌 (鐵道雜誌社). 1987-01, 21 (1): 50 （日语）.
3. ↑  国土数値情報(駅別乗降客数データ)  （页面存档备份，存于）（日語） - 統計情報研究，2020年8月30日參閲

## 外部連結
- 路線圖（各站資訊） （页面存档备份，存于）（日語） - 秋田內陸縱貫鐵道